# 곡성 (영화)
《곡성》(哭聲)은 2016년에 개봉한 대한민국 영화이다. 2014년 8월 31일 크랭크인 해 2015년 2월 28일까지 총 121회차로 촬영되었다. 이 영화는 전라남도 지명이 있어 곡성에 거주하고 있는 사람들은 항의를 할수 없을 정도로 할뿐이다

## 줄거리
낯선 외지인이 나타난 후 벌어지는 의문의 연쇄 사건들로 마을이 발칵 뒤집힌다. 경찰은 집단 야생 버섯 중독으로 잠정적 결론을 내리지만 모든 사건의 원인이 그 외지인 때문이라는 소문과 의심이 걷잡을 수 없이 퍼져 나간다.

경찰 ‘종구’(곽도원)는 현장을 목격했다는 여인 ‘무명’(천우희)을 만나면서 외지인에 대한 소문을 확신하기 시작한다.

딸 ‘효진’이 피해자들과 비슷한 증상으로 아파오기 시작하자 다급해진 ‘종구’. 외지인을 찾아 난동을 부리고, 무속인 ‘일광’(황정민)을 불러 들이는데...

## 캐스팅

### 주연
- 곽도원 : 전종구 역
- 황정민 : 일광 역
- 쿠니무라 준 : 외지인 역
- 천우희 : 무명 역
- 김환희 : 전효진 역

### 조연 및 단역
- 허진 : 장모 역
- 장소연 : 부인 역
- 손강국 : 오성복 역
- 김도윤 : 양이삼 역
- 박성연 : 권명주 역
- 길창규 : 박춘배 역
- 전배수 : 덕기 역
- 정미남 : 흥국 역
- 최귀화 : 병규 역
- 김기천 : 파출소장 역
- 유순웅 : 경찰서장 역
- 조한철 : 형사 1 역
- 서태성 : 형사 2 역
- 최교식 : 경찰 역
- 김송일 : 경찰 역
- 배용근 : 경찰 / 화상환자 역
- 임재일 : 경찰 역
- 이인철 : 신부 역
- 조선주 : 술집 작부 역
- 이용녀 : 작부 모 역
- 문창길 : 피부과의사 역
- 황석정 : 닭상인 역
- 김춘기 : 한의사 역
- 이선희 : 병규 처 역
- 이정은 : 덕기 처 역
- 홍리걸 : 덕기 아들 역
- 백승철 : 친구들 역
- 권혁준 : 친구들 역
- 박채익 : 친구들 역

## 수상
- 2016년 제16회 디렉터스 컷 시상식 올해의 감독상 - 나홍진
- 2016년 제49회 시체스 국제판타스틱영화제 포커스아시아 최우수작품상, 최우수촬영상(홍경표)
- 2016년 제36회 한국영화평론가협회상 10대 영화상
- 2016년 제37회 청룡영화상 감독상 - 나홍진
- 2016년 제37회 청룡영화상 청정원 인기스타상 - 쿠니무라 준
- 2016년 제37회 청룡영화상 남우조연상 - 쿠니무라 준
- 2016년 제37회 청룡영화상 음악상 - 달파란, 장영규
- 2016년 제37회 청룡영화상 편집상 - 김선민
- 2016년 제3회 한국영화제작가협회상 감독상 - 나홍진
- 2016년 제3회 한국영화제작가협회상 촬영상 - 홍경표
- 2016년 제3회 한국영화제작가협회상 조명상 - 김창호
- 2016년 제53회 대종상 신인여우상 - 김환희
- 2016년 제53회 대종상 촬영상 - 홍경표
- 2016년 제53회 대종상 편집상 - 김선민
- 2016년 제53회 대종상 조명상 - 김창호
- 2016년 제53회 대종상 녹음상 - 김신용, 박용기
- 2016년 제5회 스타의 밤 시상식 영화 톱스타상 - 곽도원
- 2016년 블루드구츠유케이호러어워즈 국제영화부문 남우주연상 - 곽도원
- 2017년 제8회 올해의 영화상 작품상
- 2017년 제8회 올해의 영화상 감독상 - 나홍진
- 2017년 제11회 아시안 필름 어워드 감독상 - 나홍진
- 2017년 제53회 백상예술대상 영화부문 작품상
- 2017년 제22회 춘사영화상 최우수감독상 - 나홍진
- 2017년 제37회 황금촬영상 연기대상 - 곽도원
- 2017년 제37회 황금촬영상 아역상 - 김환희